# V1057 Cygni
V1057 Cygni är en misstänkt dubbelstjärna i Nordamerikanebulosan i mellersta delen av stjärnbilden Svanen. Den har en skenbar magnitud av ca 12,43 och kräver ett kraftfullt teleskop för att kunna observeras. Baserat på parallax enligt Gaia Data Release 2 på ca 1,0864 mas beräknas den befinna sig på ett avstånd av  ca 3 000 ljusår (ca 920 parsec) från solen.

## Egenskaper
Primärstjärnan V1057 Cygni A är en gul till gul-vit superjättestjärna eller ljusstark jätte av spektralklass F7/G3 I/IIe. Den har en massa som uppskattas till 0,3-0,7 solmassa, en radie av ca 16 solradier och utsänder energi från dess fotosfär motsvarande 38 gånger solen vid en effektiv temperatur av ca 3 600 K.

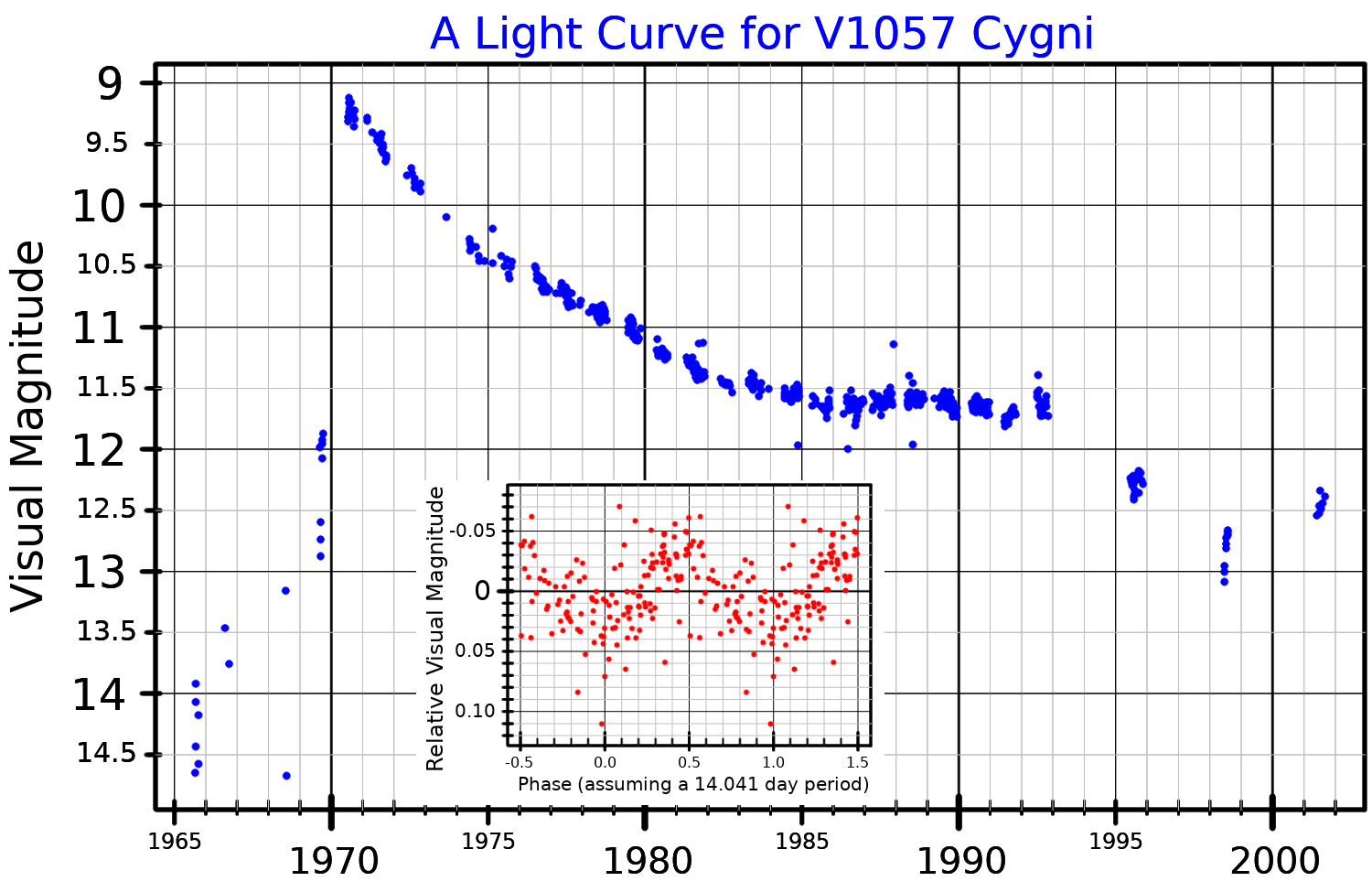
Ljuskurva i visuella bandet för V1057 Cygni, anpassad från Kopatskaya et al. (2002) och Clarke et al. (2005) Huvuddiagrammet visar variabiliteten på lång sikt och det infällda visar den kortsiktiga variabiliteten.

V1057 Cygni är en variabel stjärna av FU Orionis-typ och var den andra FU Orionis-variabeln som upptäcktes. Den första klassificeringen av primärstjärnan var som en ung T Tauri-stjärna. Under 1969–1970 genomgick den ett novaliknande utbrott, som ökade i ljusstyrka med fem magnituder och emitterade ett starkt massutflöde. Under de följande tio åren stannade ljusstyrkan på en platå innan den minskade snabbt i mitten av 1990-talet, åtföljd av en förändring i dess spektrum. År 2013 var den 1,5 magnituder ljusare än den var före den novaliknande händelsen.
En svag följeslagare upptäcktes 2016 och betecknades V1057 Cygni B. Den är belägen med en projicerad separation av 30 ± 5 AE från primärstjärnan, med en möjlig omloppsperiod på ca 300 år. År 1970 års utbrott av primärstjärnan kan ha orsakats av vridmomentet på dess ackretionsskiva av följeslagaren.